# Alistra mangareia
Alistra mangareia là một loài nhện trong họ Hahniidae.
Loài này thuộc chi Alistra. Alistra mangareia được Raymond Robert Forster miêu tả năm 1970.